# NGC 1300
NGC 1300 (również PGC 12412) – galaktyka spiralna z poprzeczką, znajdująca się w konstelacji Erydanu. Została odkryta 11 grudnia 1835 roku przez Johna Herschela. Galaktyka ta należy do gromady w Erydanie.

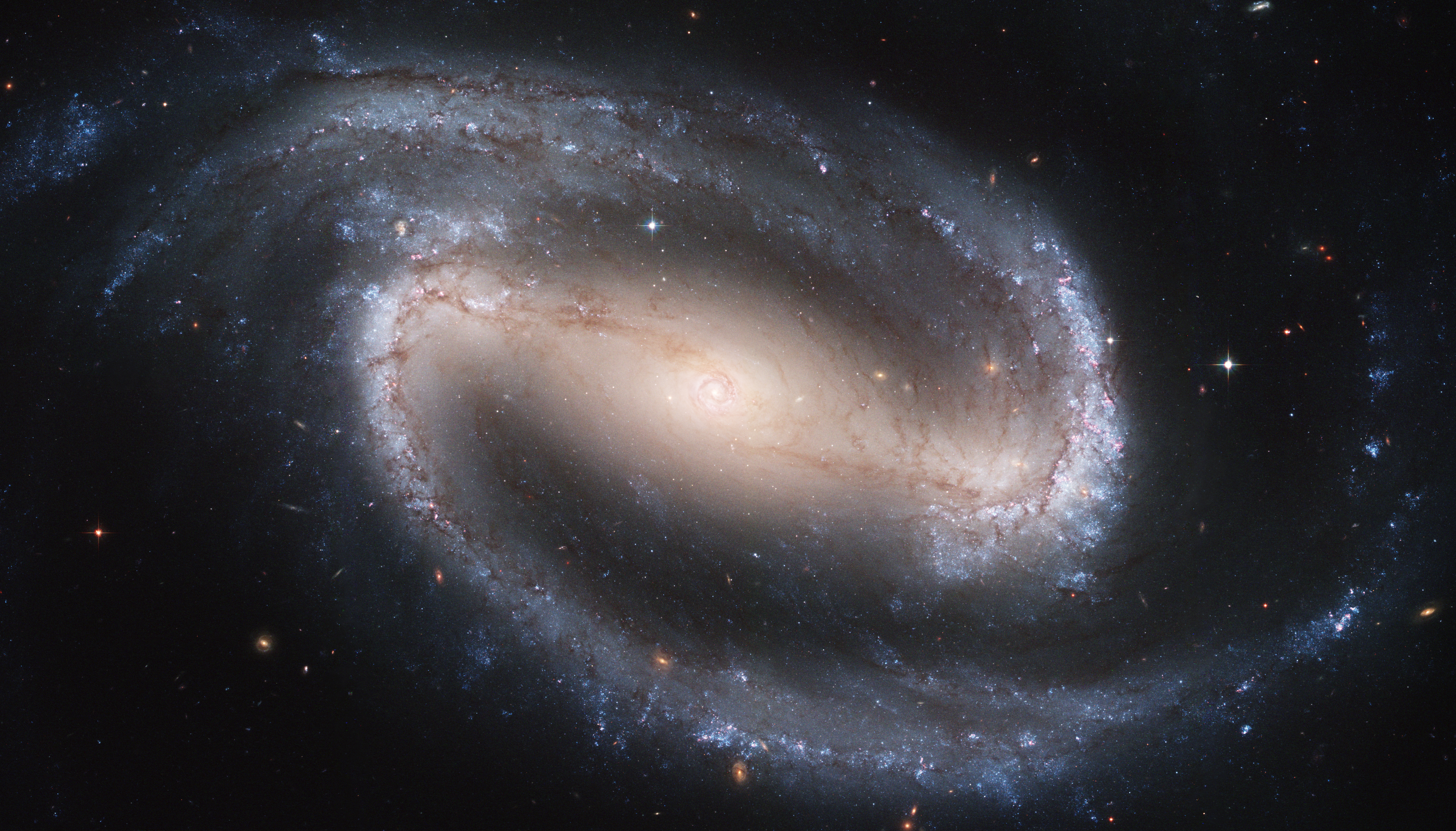
Zbliżenie galaktyki, zdjęcie z Teleskopu Hubble’a

NGC 1300 posiada ciemną poprzeczkę, przeciągającą się przez jej środek, wynikającą z obecności cząstek pyłów. Na fotografiach wykonanych przy użyciu dużych teleskopów jądro galaktyki ma średnicę kątową 18", co w rzeczywistości odpowiada 9600 latom świetlnym. Masę jądra ocenia się na 11 miliardów M☉. Galaktyka ma jasność 11,8m. Znajduje się w odległości około 69 milionów lat świetlnych. Na niebie zajmuje obszar 6' × 3'.